# 沃爾斯鎮區 (阿肯色州洛諾克縣)
沃爾斯鎮區（英語：Walls Township）是位於美國阿肯色州洛諾克縣的一個行政鎮區。

## 地方資料
沃爾斯鎮區的面積為46.47平方千米，當中陸地面積為44.46平方千米，而水域面積為2.01平方千米。根據2010年美國人口普查的數據，當地共有人口111人，而人口密度為每平方千米2.39人。